# Hiperostose frontal interna
A hiperostose frontal interna (HFI) foi descrita pela primeira vez na literatura científica pelo anatomista e patologista italiano Giovanni Battista Morgagni em 1761, após abrir o corpo de uma mulher de 40 anos, o cientista encontrou um espessamento do osso frontal do crânio, além da presença de obesidade e virilismo.
A doença é caracterizada por um espessamento do osso frontal em que sua superfície interna torna-se tuberosa. Normalmente, uma linha de conexão é fixada entre o osso preservado e o neoformado (Nekachalov, 2000). Esta condição afeta principalmente o osso frontal, mas pode-se estender-se aos ossos parietais e ao occipital. O restante esqueleto não é afetado.

## Etiologia
A hiperostose frontal interna mostra dependência etária e sexual: a prevalência é significativamente maior no sexo feminino do que no masculino e a sua  a gravidade aumentam com o envelhecimento, atingindo um pico em mulheres na pós-menopausa.
A menopausa, com a diminuição relativamente repentina na produção de estrogénio, pode ser o gatilho para a ocorrência de HFI ou a sua transição para uma forma mais grave. Contudo a sua etiologia ainda é incerta. O aparecimento desta condição pode ter origem em várias causas como por exemplo, envelhecimento, distúrbios endócrinos, obesidade e diabetes mellitus.

O diagnóstico diferencial da doença inclui massas focais (por exemplo, meningiomas, osteoma), calcificação subdural e dural e processos difusos do crânio, como doença de Paget, acromegalia e displasia fibrosa. Características como limites claros ao longo da artéria meníngea média, linha média não afetada e uma tendência para a bilateralidade, permitem uma clara diferenciação da maioria dos processos antes mencionados.

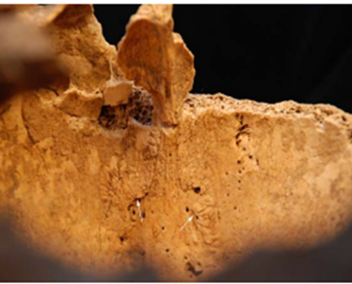
Figura 1. Tipo A, Indivíduo masculino entre os 60–64 anos (Hajdu et al., 2009).

## Classificação
Para avaliar a gravidade da hiperostose frontal interna foram atribuídos quatros tipos baseados na observação macroscópica:
- Tipo A –  nódulos pequenos e discretos geralmente com menos de 10 mm de tamanho, encontradas na parte ântero medial do  frontal[11]

- Tipo B – osso nodular com ligeira elevação, identificados em menos de 25% do osso frontal[12]

- Tipo C – crescimento ósseo nodular extenso com espessamento irregular de até 50% da superfície endocraniana frontal[13]

- Tipo D –  super crescimento ósseo contínuo, envolvendo mais de 50% da superfície endocraniana frontal[14]

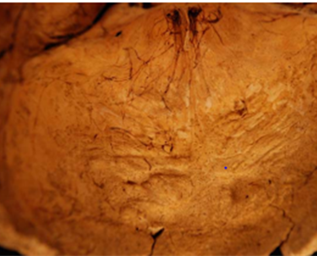
Figura 2. Tipo B grau II, Indivíduo feminino entre os 35–39 anos (Hajdu et al., 2009).

Existem quatro graus que se podem atribuir de acordo critérios radiológicos:
- Grau 0 - Ausência de formação óssea nova[15]

- Grau I - Tábua interna com osso novo endosteal num estado precoce[15]

- Grau II -  Osso novo endosteal num estado mais avançado e com aparência bosselada[15]

- Grau III - Alteração severa verificando-se muita irregularidade e aumento da espessura[15]

## Exemplos de casos paleopatológicos

### Hadju et. al 2009

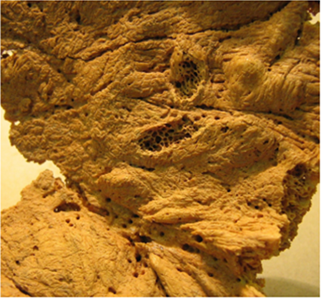
Figura 3. Tipo C grau II, Indivíduo feminino entre os 50–59 anos (Hajdu et al., 2009).

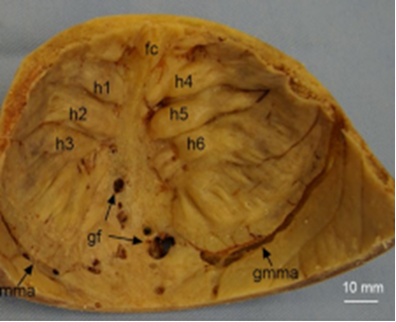
Figura 4. Vista macroscópica do osso frontal com hiperostose frontal interna e seis nódulos, h1-h6 (Morita et al. 2020).

Em 2009 Hajdu e seus colaboradores relataram a existência de hiperostose frontal interna em algumas séries osteoarqueológicas da Hungria. Os materiais esqueléticos são de períodos arqueológicos variados, desde a Idade do Bronze média até ao século XVIII. Os resultados na tabela 1 apresentam a  existência de 20 casos da doença de uma amostra total de 803 abóbadas cranianas. A doença foi identificada em 5 de 412 abóbadas identificadas com homens e em 15 de 391 abóbadas identificadas como sexo feminino (1,21% e 3,83% da amostra).  No sexo masculino, foram registados apenas casos do tipo A e um caso, do tipo C. No sexo feminino foram registados todos os tipos, exceto o tipo D. O osso frontal é o osso mais afetado e em casos de maior  gravidade pode afetar os parietais e o occipital.
| Tipos / Sexo | Sexo Masculino | Sexo Feminino | Total |
| Tipo A       | 4              | 2             | 6     |
| Tipo B       | 0              | 7             | 7     |
| Tipo C       | 1              | 6             | 7     |
| Tipo D       | 0              | 0             | 0     |
| Total        | 5              | 15            | 20    |

### Morita et. al 2020
Morita e colaboradores publicaram o caso de uma  senhora japonesa de 86 anos. A causa da morte foi cardiopatia isquémica e quando o crânio foi aberto, detetou-se a presença de hiperostose frontal interna. Para se fazer a avaliação, a porção frontal da calvária foi removida e analisada por tomografia computadorizada (TC) e pequenos fragmentos do osso frontal foram processados para analisar a histologia desta condição.

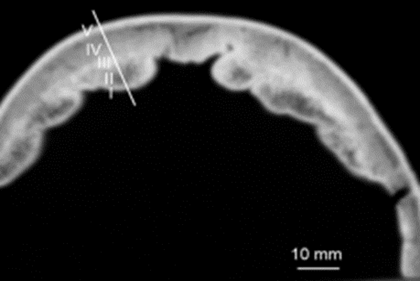
Figura 5. Tomografia computadorizada do osso frontal com hiperostose frontal interna (Morita et al. 2020: pág. 4).

A senhora não era obesa e não apresentava sinais de doenças que pudessem causar hiperostose. O crânio é de tamanho médio, e a aparência externa não apresenta modificações, mas a superfície interna do osso frontal é mais espessa. Os ossos parietais e occipital não apresentavam alterações. O cérebro tem um tamanho e peso médios, não apresentando sinais de compressão pelo crescimento ósseo.
A região saliente consiste em nódulos bilaterais e simétricos, localizados ao longo do eixo ântero-posterior. A espessura destes seis nódulos, varia de 14,0 a 18,4 mm, o que é maior do que a espessura do osso frontal normal, que varia de 5,6 a 6,9 mm. Na região onde os nódulos estão presentes, foi possível definir cinco camadas, designadas entre I-V, da camada interna para a externa. Os resultados do exame histológico mostraram que a tábua interna e as camadas I e III eram constituídas pelo osso cortical. O díploe e as camadas II e IV consistiram no osso trabecular, e a tábua externa e a camada V são constituídas por osso cortical. Também se observou um aumento no número de ossos lamelares e vasos sanguíneos no lado externo da camada I, indicando aumento da vascularização e osteogénese ativa.
De acordo com a classificação desenvolvida por Hershkovitz et al. (1999), este caso é classificado como do tipo D.